# منزل القس

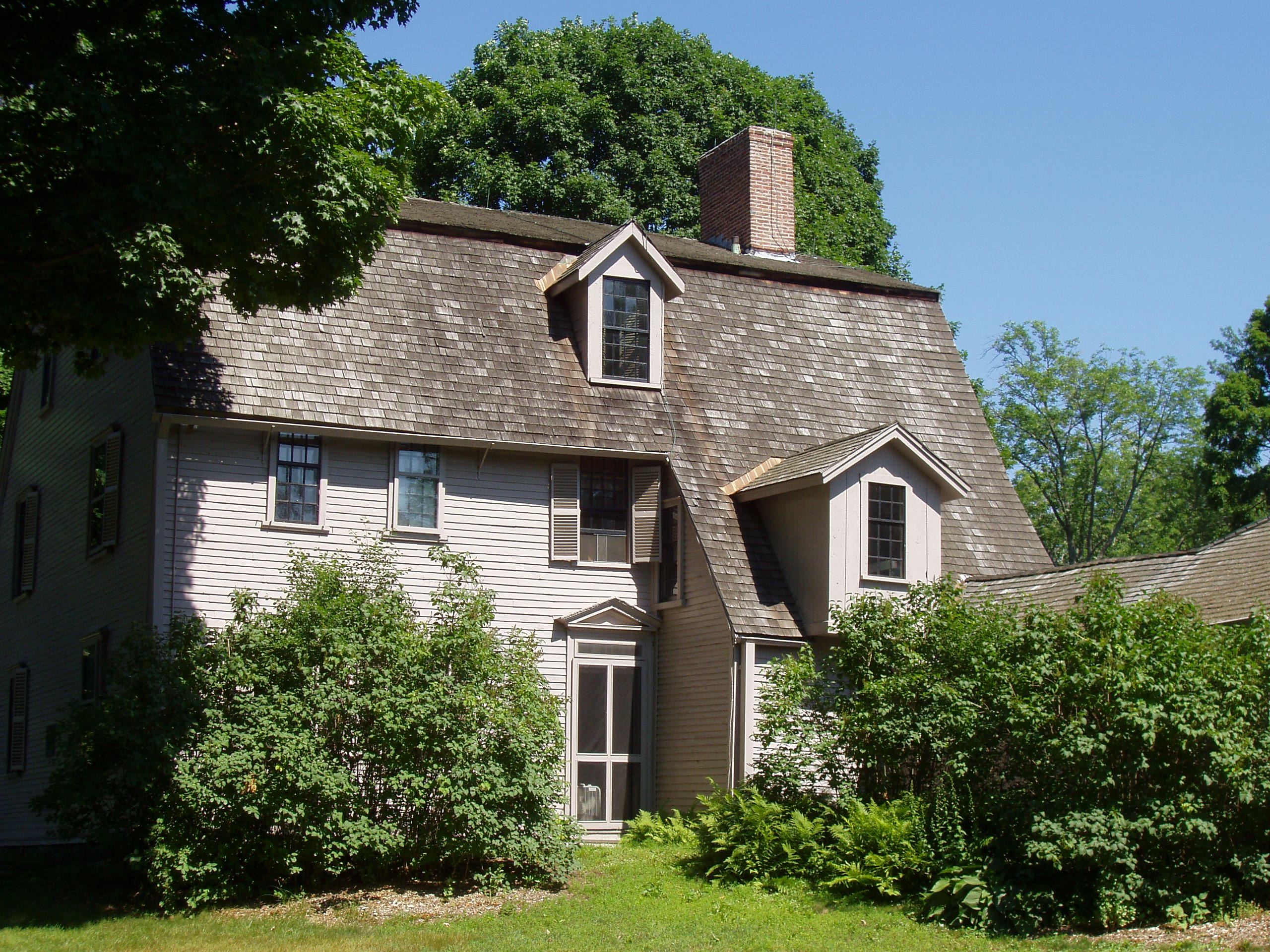
منزل القساوسة القديم في كونكورد، ماساتشوستس.

منزل القس (بالإنجليزيَّة: manse) هو منزل رجل الدين الذي يقيم فيه، أو كان يقيم فيه القساوسة، ويستخدم المصطلح عادًة في سياق منازل القساوسة في الكنيسة المشيخية، والميثودية، والكنيسة المتحدة وتقاليد أخرى.
يستمد المصطلح في اللغة الإنجليزية أصوله من الكلمة اللاتينية (باللاتينية: mansus)، والتي تعني «مسكن»، في القرن السادس عشر أصبح المصطلح يعني السياقات الكنسية، سواء مسكن أو مساحة الأراضي اللازمة لدعم عائلة واحدة.
بسبب تقاليد زواج رجال الدين في الكنائس البروتستانتية المختلفة، يقطن عادةً في منازل القساوسة أسرهم والتي تتشكل من الزوجة والأبناء. ويشير مصطلح «ابن (أو ابنة) منزل القس» لإبن أو ابنة القس المشيخي، الذي بالتالي ترعرع في منزل القس.
ومن بين أولئك الذين أطلق عليهم هذا الوصف لكونهم أبناء لقساوسة مشيخيين:
- جون لوجي بيرد: وهو مهندس كهرباء اسكتلندي اخترع أول تلفزيون في العالم.[5][6]
- جوردون براون: رئيس وزراء المملكة المتحدة منذ 27 يونيو 2007 إلى 11 مايو 2010.[7]
- جون بوشان: الحاكم الخامس عشر العام لكندا وهو روائي ومؤرخ اسكتلندي.
- ديفيد فروست: صحافي وكاتب ومذيع تلفزيوني بريطاني، من أشهر مقدمي التلفزيون الشخص الوحيد الذي حاور آخر سبعة رؤساء للولايات المتحدة ورؤساء الحكومة الستة الأواخر لبريطانيا.
- وليام كيد: هو ملاح ومطارد قراصنة اسكتلندي تحول لاحقا إلى قرصان وكان أحد أعلام القراصنة في الأدب الغربي.
- أندرو بونار لو: سياسي بريطاني (16 سبتمبر 1858-30 أكتوبر 1923). تولى رئاسة الوزارة في بريطانيا من 23 أكتوبر 1922 إلى 22 مايو 1923.
- إريك هنري ليدل: رياضي اسكتلندى، ولاعب دولي في اتحاد الرغبي.
- ديفيد تينانت: هو ممثل اسكتلندي بدأ مسيرته الفنية عام 1987. كما أنه من الفائزين بجائزة إيمي.
- وليام مونتغمري واط: كان مستشرقا بريطانيا عمل أستاذا لللغة العربية والدراسات الإسلامية والتاريخ الإسلامي بجامعة إدنبرة في أدنبرة، اسكتلندا.[8]
- وودرو ويلسون: الرئيس الثامن والعشرون للولايات المتحدة الأمريكية بالفترة من 4 مارس 1913 إلى 4 مارس 1921.
- جون ويذرسبون: هو قس وسياسي اسكتلندي هاجر إلى الولايات المتحدة. ترأس جامعة برينستون وكان أحد الموقعين على إعلان الاستقلال الولايات المتحدة الأمريكية ممثلا لولاية نيو جيرسي، كان العضو الوحيد من رجال الدين ممن وقعوا على الإعلان.